# Michał Kurōbyōe
Michał Kurōbyōe (Michał Kurobioye) (ur. ?; zm. 17 sierpnia 1633 na wzgórzu Nishizaka w Nagasaki w Japonii) – święty Kościoła katolickiego, japoński katechista, męczennik.

## Życiorys
Michał Kurōbyōe pracował jako katechista. Pomagał dominikańskiemu duchownemu Jakubowi Kyusei Gorōbyōe Tomonaga w działalności apostolskiej. W tym czasie władze Japonii były wrogo nastawione do chrześcijan, których próbowano wytępić przy użyciu siły.
Na początku lipca 1633 r. aresztowano Michała Kurōbyōe, który pod wpływem tortur zdradził miejsce przebywania Jakuba Kyusei Gorōbyōe Tomonaga. Razem trafili do więzienia w Ōmura. Michał Kurōbyōe wielokrotnie stając przed sędziami twierdził, że żałuje chwili słabości, w której zdradził misjonarza i w żadnym wypadku nie zamierza wyrzec się wiary katolickiej.
Został skazany na śmierć 15 sierpnia 1633 r. Wyrok wykonano na wzgórzu Nishizaka w Nagasaki przy wykorzystaniu metody tsurushi, w wyniku której zmarł 17 sierpnia. Jego ciało zostało spalone, a prochy wrzucono do morza. Razem z nim stracono Jakuba Kyusei Gorōbyōe Tomonaga i 10 innych chrześcijan.
Został beatyfikowany przez Jana Pawła II 18 lutego 1981 r. w Manila na Filipinach w grupie Dominika Ibáñez de Erquicia i towarzyszy. Tę samą grupę męczenników kanonizował Jan Paweł II 18 października 1987 r.